# 前456年
| 千纪： | 前1千纪 |
| 世纪： | 前6世纪 \| 前5世纪 \| 前4世纪 |
| 年代： | 前480年代 \| 前470年代 \| 前460年代 \| 前450年代 \| 前440年代 \| 前430年代 \| 前420年代                                                                                                   |
| 年份： | 前461年 \| 前460年 \| 前459年 \| 前458年 \| 前457年 \| 前456年 \| 前455年 \| 前454年 \| 前453年 \| 前452年 \| 前451年                                                                     |
| 纪年： | 周貞定王十三年 魯悼公十二年 齊平公二十五年 晉出公十九年 趙襄子二十年 秦厉共公二十一年 楚惠王三十三年 宋昭公十三年 衛敬公九年 蔡元侯元年 鄭哀公七年 燕孝公三十七年 越王不壽二年 杞出公五年 |

## 大事记
- 世界七大奇迹中的宙斯神殿完工。
- 齊平公驁卒，子齊宣公積嗣位。
- 晉大夫知襄子荀瑶，向趙襄子要求割地，趙襄子拒絕，荀瑶與韓康子韓虔、魏桓子魏駒，聯兵攻趙襄子。趙襄子逃奔晉陽。

## 逝世
- 齊平公，齐国国君
- 衛出公，卫国国君
- 埃斯库罗斯，古希腊诗人，悲剧作家（约前525年出生）。